# Maxim's
Maxim's is een restaurant in Parijs. Het restaurant is gevestigd aan de Rue Royale, vlak om de hoek van de Place de la Concorde. Maxim's verkoopt ook delicatessen, allerlei keukenbenodigdheden, objecten voor de tafel en souvenirs in een winkel aan de Rue du Faubourg-Saint Honoré.
Het restaurant werd in 1893 door Maxime Gaillard geopend als een kleine bistro en werd in de loop der jaren beroemd om zijn keuken, zijn inrichting in art-nouveau-stijl en de rijke clièntele. Aristoteles Onassis noemde het "mijn kantine". Het interieur, een beschermd monument, is een bewaard gebleven voorbeeld van art nouveau en werd door Eugène Cornuché ontworpen in de "stijl van Nancy".
Het restaurant is eigendom van de modeontwerper Pierre Cardin. Het restaurant laat zangers en muzikanten optreden. Het valt in de hogere prijsklasse, maar heeft geen ster in de Michelingids.
- Bibliothèque nationale de France: cb11940234j (data)
- Gemeinsame Normdatei: 4286679-0
- International Standard Name Identifier: 0000 0001 1956 7136
- Library of Congress Control Number: nr91010694
- Système universitaire de documentation: 027338711
- Virtual International Authority File: 137987746